# Acontia mala
Acontia mala är en fjärilsart som beskrevs av Embrik Strand 1917. Acontia mala ingår i släktet Acontia och familjen nattflyn. Inga underarter finns listade i Catalogue of Life.